# Zabezpieczenie okienne

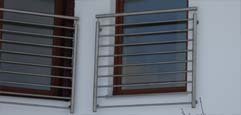
Zabezpieczenie okienne

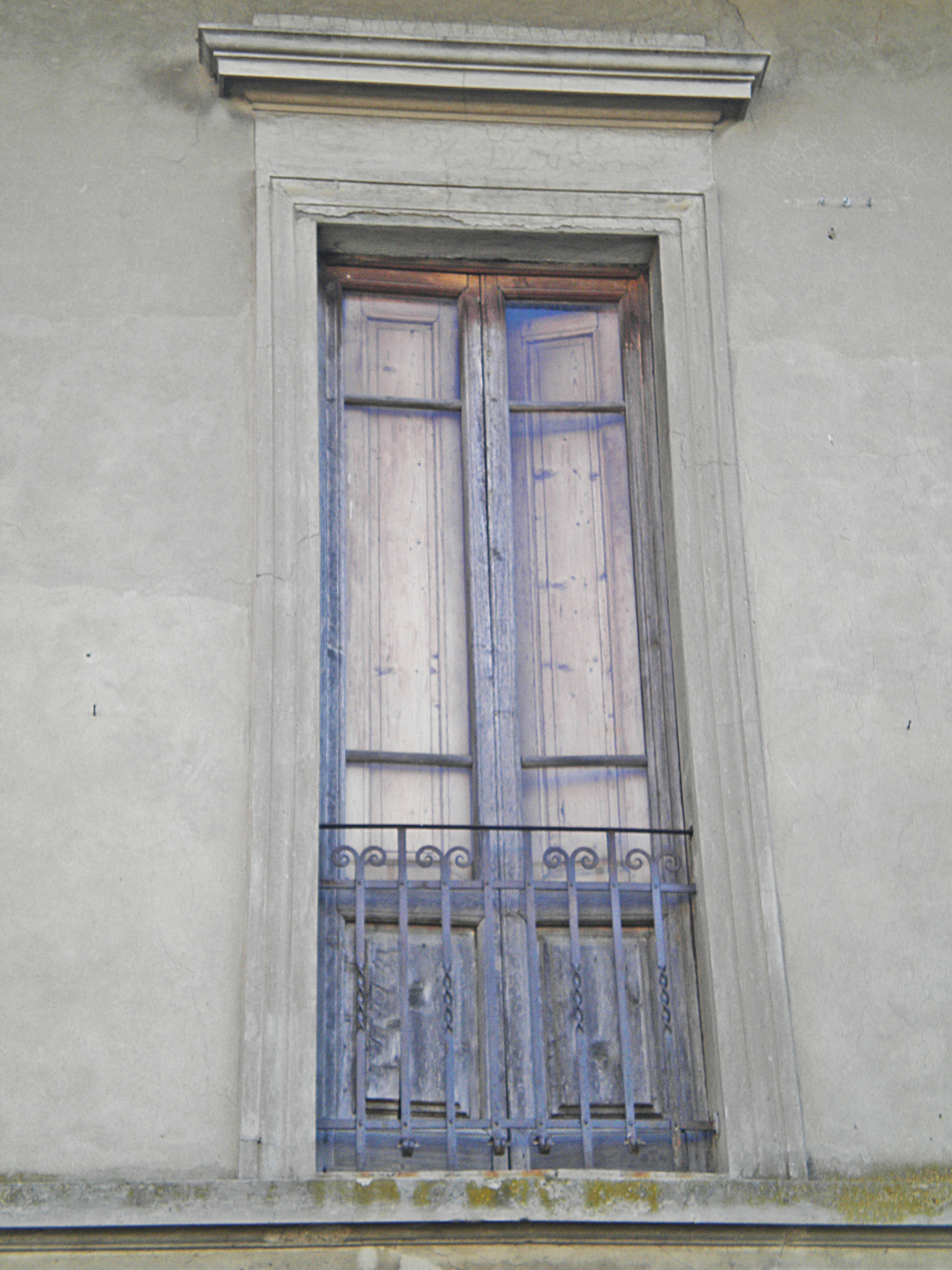
Zabezpieczenie okienne

Zabezpieczenie okienne – zabezpieczenia, balustrady, barierki montowane na zewnątrz budynków i obiektów użyteczności publicznej. Najczęściej znajdują zastosowanie na tzw. ślepych balkonach i oknach. Zabezpieczenie otworów okiennych nie tylko zapewnia bezpieczeństwo użytkowania, pomaga również zabezpieczyć okna przed włamaniem.

## Rodzaje zabezpieczeń okiennych
- Zabezpieczenie z wypełnieniem pionowymi prętami (balustrada z prętami pionowymi), elementem wypełniającym w tego rodzaju zabezpieczeniach mogą być pręty bądź rurki stalowe, ewentualnie elementy drewniane, na stałe połączone z górną i dolną poręczą.

Przepisy prawa budowlanego regulują maksymalny prześwit lub wymiar otworu pomiędzy elementami wypełnienia balustrady. W przypadku budynków wielorodzinnych i zamieszkania zbiorowego odstępy te wynoszą 12 cm, natomiast w przypadku innych budynków 20 cm.
- Zabezpieczenia z wypełnieniem szklanym (balustrady szklane), elementem wypełniającym jest szkło bezpieczne (szkło budowlane), spełniające określone wymogi bezpieczeństwa, zapewniające skuteczną ochronę przed wypadnięciem osób.

Zabezpieczenia okienne, jak również balustrady schodowe, balustrady balkonowe oraz pochylnie dla niepełnosprawnych powinny posiadać konstrukcję przenoszącą siły poziome określone w Polskich Normach oraz wysokość i wypełnienie zapewniające bezpieczne użytkowanie oraz skuteczną ochronę.